# Головин, Алексей Алексеевич
Алексе́й Алексе́евич Голови́н (22 июня 1658 — 28 августа 1718) — генерал-майор армии Петра I, участник Северной войны.

## Биография
Сын боярина А. П. Головина, младший брат канцлера, генерал-фельдмаршала и генерал-адмирала графа Ф. А. Головина.
В 1697 году участвовал в Великом посольстве, находясь при брате Ф. А. Головине. Вместе с посольством был в Пруссии, Голландии, Англии и Германии.
В годы Северной войны — полковник и командир Копорского пехотного полка, бригадир.
В кампании 1709 года при осаде Полтавы сумел пробраться в осаждённую крепость и провести с собой 2 батальона численностью в 900 солдат. Вскоре участвовал в вылазке гарнизона против шведов, попал в плен. Освобождён по завершении Полтавской битвы. После победы получил чин генерал-майора.
В Прутском походе (1711) состоял при 1-й дивизии А. Д. Меншикова и до прибытия генерала А. А. Вейде фактически командовал ею.
В 1712 году вместе с дивизией Вейде участвовал в завоевании Финляндии, сражался при Пялькане (1713).
К 1713 году относится случай, когда Петр I заставил А. А. Головина 8 дней работать на мельнице в наказание за брошенные в воду деньги. В следующем году, как свидетельствует биограф, он «совершенно помешался в уме».

## Семья
Женат на Марфе Даниловне, урождённой Меншиковой, родной сестре фаворита Петра I А. Д. Меншикова.
Двое сыновей его Иван и Алексей учились в Голландии.